# Nyctonympha
Nyctonympha is een kevergeslacht uit de familie van de boktorren (Cerambycidae). De wetenschappelijke naam van het geslacht werd voor het eerst geldig gepubliceerd in 1868 door Thomson.

## Soorten
Nyctonympha omvat de volgende soorten:
- Nyctonympha affinis Martins & Galileo, 2008
- Nyctonympha andersoni Martins & Galileo, 1992
- Nyctonympha annulata Aurivillius, 1900
- Nyctonympha annulipes (Belon, 1897)
- Nyctonympha boyacana Galileo & Martins, 2008
- Nyctonympha carcharias (Lameere, 1893)
- Nyctonympha carioca Galileo & Martins, 2001
- Nyctonympha costipennis (Lameere, 1893)
- Nyctonympha cribrata Thomson, 1868
- Nyctonympha flavipes Aurivillius, 1920
- Nyctonympha genieri Martins & Galileo, 1992
- Nyctonympha howdenarum Martins & Galileo, 1992
- Nyctonympha punctata Martins & Galileo, 1989
- Nyctonympha taeniata Martins & Galileo, 1992